# كريستوبال موسكيرا دي فيغيروا
كريستوبال موسكيرا دي فيغيروا (بالإسبانية: Cristóbal Mosquera de Figueroa)‏ هو مؤرخ والمؤرخ الإخباري وعسكري وكاتب وشاعر إسباني، ولد في 1547 في إشبيلية في إسبانيا، وتوفي في 1610 في إستجة في إسبانيا.